# Wulong, Guangdong
Wulong (kinesiska: 武垄) är en köping i sydöstra Kina. Den ligger i Deqing härad i staden Zhaoqing i provinsen Guangdong,  omkring 110 kilometer väster om provinshuvudstaden Guangzhou. Antalet invånare är 14 207. Befolkningen består av 6 823 kvinnor och 7 384 män. Barn under 15 år utgör 23,0 %, vuxna 15-64 år 65 %, och äldre över 65 år 11,0 %.